# Социолошки факултет Универзитета у Варшави
Социолошки факултет Универзитета у Варшави, (оригинални назив на пољском језику: Wydział Socjologii Uniwersytetu Warszawskiego) је факултет Универзитета у Варшави. Седиште Факултета налази се у згради у ул. Карова 18.
Социолошки факултет је основан 2020. године (раније је то био Филозофски и Социолошки факултет). То је један од најважнијих центара образовања и истраживања социологије у Пољској. Запослени у Институту су аутори или коаутори бројних публикација из многих области социологије, укључујући основне уџбенике из антропологије, методологије и статистике, историје социолошке мисли и савремених социолошких теорија и систематске социологије.

## Образовни смерови
- Доступни образовни смерови су
- Социологија (први и други циклус студија)
- Дигитална социологија (други циклус студија)
- Језик и друштво (други циклус студија)
- Социологија друштвених интервенција (други циклус студија)

## Организација рада факултета

#### Катедре
| Катедра                                                           | Водитељ                             |
| ----------------------------------------------------------------- | ----------------------------------- |
| Катедра за социјалну антропологију, етничке и миграцијске студије | dr hab. Małgorzata Głowacka-Grajper |
| Катедра за историју друштвене мисли                               | dr hab. Andrzej Waśkiewicz          |
| Катедра за методологију и социолошку теорију                      | prof. dr hab. Krzysztof Koseła      |
| Катедра за формалне моделе и квантитативне методе у социологији   | dr hab. Jacek Haman                 |
| Катедра за дигиталну социологију                                  | dr hab. Renata Włoch                |
| Катедра за политичку социологију                                  | dr hab. Przemysław Sadura           |
| Катедра за економску социологију и јавне послове                  | dr hab. Joanna Wawrzyniak           |

#### Научни центри
- Центар за релациону анализу културе и друштава
- Центар слободе
- Центар за истраживање друштвеног памћења